# Eudorylas blascoi
Eudorylas blascoi är en tvåvingeart som beskrevs av De Meyer 1997. Eudorylas blascoi ingår i släktet Eudorylas och familjen ögonflugor. Inga underarter finns listade i Catalogue of Life.